# 新北市石碇區永定國民小學

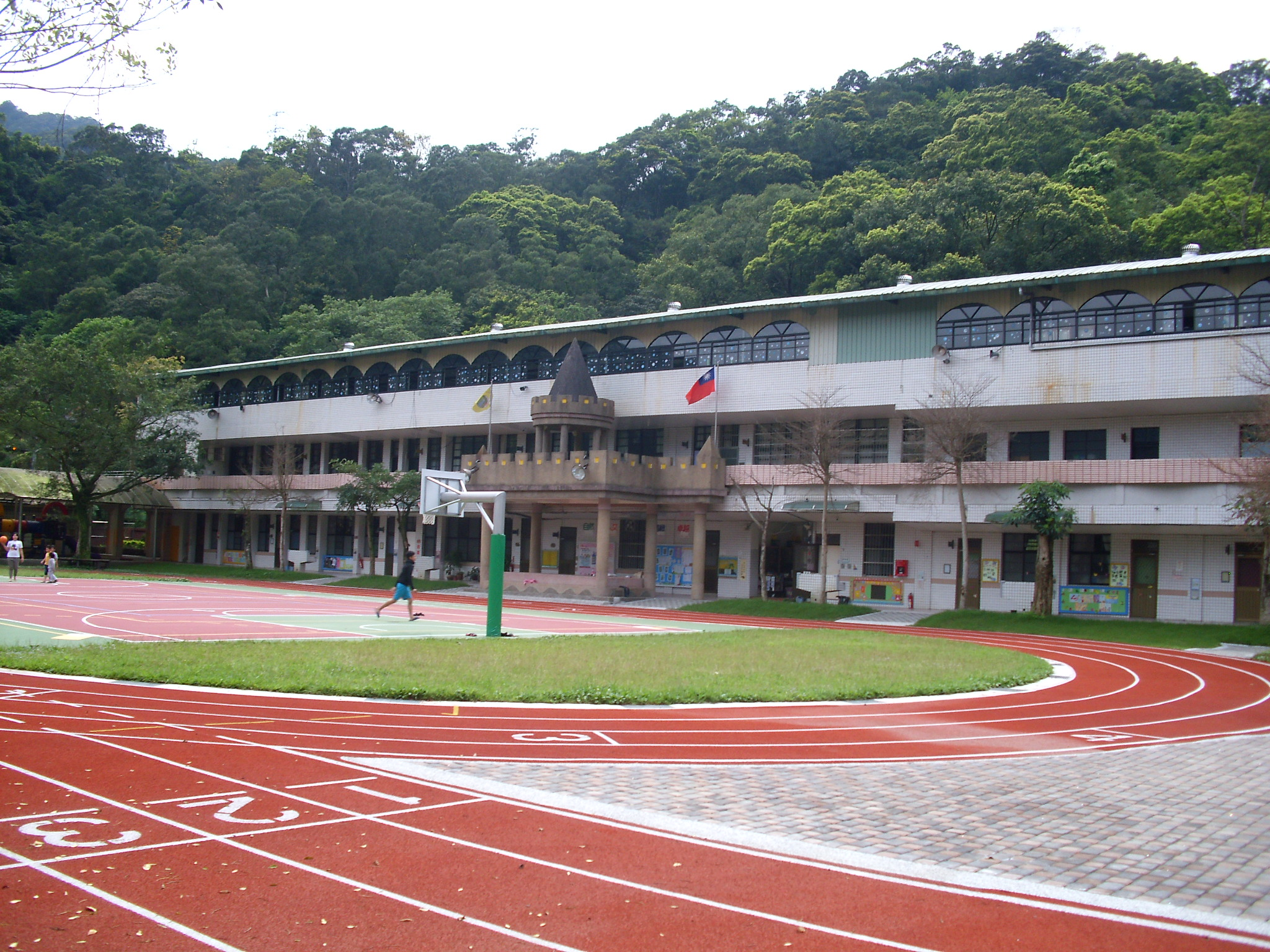

新北市石碇區永定國民小學（Yongding Elementary School，簡稱永定國小，為臺灣新北市石碇區的一所小學，創建於1926年。

## 校史沿革
1926年4月前為講習所。1926年4月1日創立為石碇公學校大溪墘分教場，有茅舍2間，學生2班，陳庭庸先生為主任。1942年3月升格為大溪墘國校，謝世輝先生為首任校長，學生5班。
102年8月17日學校地址由「蚯蚓坑20號」變為「靜安路一段245
號」。

## 外部連結
- 新北市石碇區永定國民小學